# 43790 Ferdinandbraun
43790 Ferdinandbraun este un asteroid din centura principală de asteroizi.

## Descriere
43790 Ferdinandbraun este un asteroid din centura principală de asteroizi. A fost descoperit pe 12 octombrie 1990 la Tautenburg de Freimut Börngen și Lutz Dieter Schmadel. Asteroidul prezintă o orbită caracterizată de o semiaxă mare de 2,27 ua, o excentricitate de 0,13 și o înclinație de 6,1° în raport cu ecliptica.